# Draba crassa
Draba crassa är en korsblommig växtart som beskrevs av Per Axel Rydberg. Draba crassa ingår i släktet drabor, och familjen korsblommiga växter. Inga underarter finns listade i Catalogue of Life.